# ʻĪd al-fiṭr
L'ʿīd al-fiṭr (in arabo ﻋﻴﺪ ﺍﻟﻔﻄﺮ‎?, traslitterato anche come Eid al-fitr), nota anche come ʿīd al-ṣaghīr (ovvero "festa minore"), è una ricorrenza religiosa musulmana che segna la fine del mese del Ramadan e quindi la fine del digiuno religioso (ṣawm), in cui, tra l'alba e il tramonto, i fedeli si astengono dal mangiare e dal bere.
Si tratta della seconda festività islamica più importante dopo la "festa del sacrificio" (ʿīd al-aḍḥā), celebrata nel mese del pellegrinaggio (ḥajj) e conosciuta anche come ʿīd al-kabīr ("festa maggiore").
Tra le pietanze che vengono servite durante la festa c'è il ma'mul.

## Calendario
- 7 settembre 1880 (1297)
- 27 agosto 1881 (1298)
- 16 agosto 1882 (1299)
- 5 agosto 1883 (1300)
- 24 luglio 1884 (1301)
- 14 luglio 1885 (1302)
- 3 luglio 1886 (1303)
- 23 giugno 1887 (1304)
- 11 giugno 1888 (1305)
- 31 maggio 1889 (1306)
- 20 maggio 1890 (1307)
- 10 maggio 1891 (1308)
- 28 aprile 1892 (1309)
- 18 aprile 1893 (1310)
- 8 aprile 1894 (1311)
- 28 marzo 1895 (1312)
- 16 marzo 1896 (1313)
- 5 marzo 1897 (1314)
- 22 febbraio 1898 (1315)
- 12 febbraio 1899 (1316)
- 2 febbraio 1900 (1317)
- 22 gennaio 1901 (1318)
- 11 gennaio 1902 (1319)
- 31 dicembre 1902 (1320)
- 20 dicembre 1903 (1321)
- 9 dicembre 1904 (1322)
- 28 novembre 1905 (1323)
- 18 novembre 1906 (1324)
- 7 novembre 1907 (1325)
- 27 ottobre 1908 (1326)
- 16 ottobre 1909 (1327)
- 5 ottobre 1910 (1328)
- 24 settembre 1911 (1329)
- 13 settembre 1912 (1330)
- 2 settembre 1913 (1331)
- 23 agosto 1914 (1332)
- 12 agosto 1915 (1333)
- 1º agosto 1916 (1334)
- 21 luglio 1917 (1335)
- 10 luglio 1918 (1336)
- 29 giugno 1919 (1337)
- 18 giugno 1920 (1338)
- 8 giugno 1921 (1339)
- 28 maggio 1922 (1340)
- 17 maggio 1923 (1341)
- 5 maggio 1924 (1342)
- 25 aprile 1925 (1343)
- 14 aprile 1926 (1344)
- 4 aprile 1927 (1345)
- 23 marzo 1928 (1346)
- 13 marzo 1929 (1347)
- 2 marzo 1930 (1348)
- 17 febbraio 1931 (1349)
- 8 febbraio 1932 (1350)
- 27 gennaio 1933 (1351)
- 17 gennaio 1934 (1352)
- 7 gennaio 1935 (1353)
- 27 dicembre 1935 (1354)
- 15 dicembre 1936 (1355)
- 4 dicembre 1937 (1356)
- 24 novembre 1938 (1357)
- 13 novembre 1939 (1358)
- 1º novembre 1940 (1359)
- 22 ottobre 1941 (1360)
- 11 ottobre 1942 (1361)
- 1º ottobre 1943 (1362)
- 19 settembre 1944 (1363)
- 8 settembre 1945 (1364)
- 28 agosto 1946 (1365)
- 17 agosto 1947 (1366)
- 6 agosto 1948 (1367)
- 27 luglio 1949 (1368)
- 16 luglio 1950 (1369)
- 6 luglio 1951 (1370)
- 24 giugno 1952 (1371)
- 13 giugno 1953 (1372)
- 2 giugno 1954 (1373)
- 23 maggio 1955 (1374)
- 12 maggio 1956 (1375)
- 1º maggio 1957 (1376)
- 20 aprile 1958 (1377)
- 9 aprile 1959 (1378)
- 29 marzo 1960 (1379)
- 18 marzo 1961 (1380)
- 7 marzo 1962 (1381)
- 25 febbraio 1963 (1382)
- 15 febbraio 1964 (1383)
- 3 febbraio 1965 (1384)
- 23 gennaio 1966 (1385)
- 12 gennaio 1967 (1386)
- 1º gennaio 1968 (1387)
- 21 dicembre 1968 (1388)
- 11 dicembre 1969 (1389)
- 30 novembre 1970 (1390)
- 19 novembre 1971 (1391)
- 7 novembre 1972 (1392)
- 27 ottobre 1973 (1393)
- 17 ottobre 1974 (1394)
- 6 ottobre 1975 (1395)
- 25 settembre 1976 (1396)
- 15 settembre 1977 (1397)
- 4 settembre 1978 (1398)
- 24 agosto 1979 (1399)
- 12 agosto 1980 (1400)
- 1º agosto 1981 (1401)
- 22 luglio 1982 (1402)
- 12 luglio 1983 (1403)
- 30 giugno 1984 (1404)
- 20 giugno 1985 (1405)
- 9 giugno 1986 (1406)
- 29 maggio 1987 (1407)
- 17 maggio 1988 (1408)
- 6 maggio 1989 (1409)
- 26 aprile 1990 (1410)
- 16 aprile 1991 (1411)
- 5 aprile 1992 (1412)
- 25 marzo 1993 (1413)
- 14 marzo 1994 (1414)
- 3 marzo 1995 (1415)
- 20 febbraio 1996 (1416)
- 9 febbraio 1997 (1417)
- 30 gennaio 1998 (1418)
- 19 gennaio 1999 (1419)
- 8 gennaio 2000 (1420)
- 27 dicembre 2000 (1421)
- 16 dicembre 2001 (1422)
- 6 dicembre 2002 (1423)
- 25 novembre 2003 (1424)
- 14 novembre 2004 (1425)
- 3 novembre 2005 (1426)
- 24 ottobre 2006 (1427)
- 13 ottobre 2007 (1428)
- 1º ottobre 2008 (1429)
- 20 settembre 2009 (1430)
- 10 settembre 2010 (1431)
- 30 agosto 2011 (1432)
- 19 agosto 2012 (1433)
- 8 agosto 2013 (1434)
- 28 luglio 2014 (1435)
- 17 luglio 2015 (1436)
- 6 luglio 2016 (1437)
- 25 giugno 2017 (1438)
- 15 giugno 2018 (1439)
- 5 giugno 2019 (1440)
- 24 maggio 2020 (1441)
- 13 maggio 2021 (1442)
- 2 maggio 2022 (1443)
- 21 aprile 2023 (1444)
- 10 aprile 2024 (1445)
- 31 marzo 2025 (1446)
- 20 marzo 2026 (1447)
- 10 marzo 2027 (1448)
- 27 febbraio 2028 (1449)
- 15 febbraio 2029 (1450)
- 4 febbraio 2030 (1451)
- 24 gennaio 2031 (1452)
- 14 gennaio 2032 (1453)
- 3 gennaio 2033 (1454)
- 23 dicembre 2033 (1455)
- 12 dicembre 2034 (1456)
- 1º dicembre 2035 (1457)
- 19 novembre 2036 (1458)
- 9 novembre 2037 (1459)
- 29 ottobre 2038 (1460)
- 19 ottobre 2039 (1461)
- 8 ottobre 2040 (1462)
- 27 settembre 2041 (1463)